# NGC 6786
NGC 6786 هي مجرة تتبع كوكبة التنين. اكتشفها لويس سويفت في 3 أكتوبر 1886.

## روابط خارجية
- NGC 6786 على موقع ويكي سكاي: DSS2, SDSS, GALEX, IRAS, Hydrogen α, X-Ray, Astrophoto, Sky Map, Articles and images